# Мантелон
Мантело́н (фр. Manthelon) — колишній муніципалітет у Франції, у регіоні Нормандія, департамент Ер. Населення — 325 осіб (2011).
Муніципалітет був розташований на відстані близько 100 км на захід від Парижа, 60 км на південь від Руана, 14 км на південний захід від Евре.

## Історія
До 2015 року муніципалітет перебував у складі регіону Верхня Нормандія. Від 1 січня 2016 року належав до нового об'єднаного регіону Нормандія.
1 січня 2016 року Мантелон, Конде-сюр-Ітон, Дамвіль, Гувіль, Ле-Ронсене-Отене i Ле-Сак було об'єднано в новий муніципалітет Меній-сюр-Ітон.

## Демографія
Динаміка населення (INSEE ):
Розподіл населення за віком та статтю (2006):
| Стать | Всього | До 15 років | 15-24 | 25-44 | 45-64 | 65-85 | Понад 85 |
| --- | ------ | ----------- | ----- | ----- | ----- | ----- | -------- |
| Чоловіки | 148    | 48          | 16    | 28    | 44    | 12    | 0        |
| Жінки | 132    | 28          | 8     | 40    | 48    | 8     | 0        |
| \| Статево-вікова піраміда \| Статево-вікова піраміда \| Статево-вікова піраміда \| \| ----------------------- \| ----------------------- \| ----------------------- \| \| Чоловіки \| Вік \| Жінки \| \| 0 \| 85 + \| 0 \| \| 4 \| 80-84 \| 0 \| \| 4 \| 75-79 \| 4 \| \| 4 \| 70-74 \| 4 \| \| 0 \| 65-69 \| 0 \| \| 8 \| 60-64 \| 4 \| \| 8 \| 55-59 \| 12 \| \| 4 \| 50-54 \| 12 \| \| 24 \| 45-49 \| 20 \| \| 4 \| 40-44 \| 0 \| \| 8 \| 35-39 \| 24 \| \| 12 \| 30-34 \| 4 \| \| 4 \| 25-29 \| 12 \| \| 4 \| 20-24 \| 4 \| \| 12 \| 15-20 \| 4 \| \| 24 \| 10-14 \| 16 \| \| 8 \| 5-9 \| 8 \| \| 16 \| 0-4 \| 4 \| |        |             |       |       |       |       |          |
| Статево-вікова піраміда |        |             |       |       |       |       |          |
| Чоловіки | Вік    | Жінки       |       |       |       |       |          |
| 0 | 85 +   | 0           |       |       |       |       |          |
| 4 | 80-84  | 0           |       |       |       |       |          |
| 4 | 75-79  | 4           |       |       |       |       |          |
| 4 | 70-74  | 4           |       |       |       |       |          |
| 0 | 65-69  | 0           |       |       |       |       |          |
| 8 | 60-64  | 4           |       |       |       |       |          |
| 8 | 55-59  | 12          |       |       |       |       |          |
| 4 | 50-54  | 12          |       |       |       |       |          |
| 24 | 45-49  | 20          |       |       |       |       |          |
| 4 | 40-44  | 0           |       |       |       |       |          |
| 8 | 35-39  | 24          |       |       |       |       |          |
| 12 | 30-34  | 4           |       |       |       |       |          |
| 4 | 25-29  | 12          |       |       |       |       |          |
| 4 | 20-24  | 4           |       |       |       |       |          |
| 12 | 15-20  | 4           |       |       |       |       |          |
| 24 | 10-14  | 16          |       |       |       |       |          |
| 8 | 5-9    | 8           |       |       |       |       |          |
| 16 | 0-4    | 4           |       |       |       |       |          |

## Економіка
2010 року серед 210 осіб працездатного віку (15—64 років) 165 були активними, 45 — неактивними (показник активності 78,6%, у 1999 році було 79,3%). З 165 активних мешканців працювало 155 осіб (85 чоловіків та 70 жінок), безробітними було 10 (5 чоловіків та 5 жінок). Серед 45 неактивних 22 особи були учнями чи студентами, 12 — пенсіонерами, 11 були неактивними з інших причин.

У 2010 році в муніципалітеті числилось 122 оподатковані домогосподарства, у яких проживали 321,0 особи, медіана доходів виносила 20 328 євро на одного особоспоживача